# La Ruche (hebdomadaire)
Pour les articles homonymes, voir La Ruche.
La Ruche est l'hebdomadaire de la région de Brioude.
Présent d'abord à Brioude et Langeac, relatant les faits divers et informations des différents bourgs, ce média s'est étendu aux régions de Massiac (Cantal), du bassin minier de Brassac-les-Mines (Puy-de-Dôme, limitrophe) et Issoire (Puy-de-Dôme).
La Ruche est l'un des titres hebdomadaires du Groupe Centre France, basé à Clermont-Ferrand. Il est tiré à environ 6 272 exemplaires en 2020.

## Géographie
Le journal couvre essentiellement le département de la Haute-Loire et l'arrondissement d'Issoire.